# Walram IV van Limburg
Walram IV van Limburg (- 14 oktober 1279) was hertog van Limburg van 1247 tot 1279. Hij was tweede zoon van hertog Hendrik IV van Limburg en Irmgard van Berg, erfdochter van graaf Adolf III van Berg.

## Leven
Hij speelde een grote politieke rol in het Heilige Roomse Rijk, dat toentertijd leed onder het zogenaamde Groot Interregnum. Het is in deze periode dat hij ophoudt de Hohenstaufen te steunen, om zich achter Willem II van Holland als kandidaat voor het Rooms-Duitse koningschap te scharen. Hij wordt als ambassadeur uitgezonden naar het hof van koning Hendrik III van Engeland, waarna hij, na de dood van Willem van Holland, de kandidatuur van Richard van Cornwall ondersteunt. In 1272 maakt hij deel uit van de edellieden die de kroon aanbieden aan Ottokar II, koning van Bohemen, en vervolgens aan Rudolf van Habsburg.
In 1252 komt hij eveneens tussenbeide in de Vlaams-Henegouwse Successieoorlog, aan de kant van Jan II van Avesnes. Na 1258 komt hij in conflict met hertog Jan I van Brabant, waardoor er een einde kwam aan zestig jaar goede verhoudingen met de hertogen van Brabant. Hij komt regelmatig ook tussenbeide in de zaken van de prins-aartsbisschop van Keulen, die constant in conflict lag met de burgers van zijn stad.
Na zijn dood zou de Limburgse Successieoorlog losbarsten.

## Huwelijken en kinderen
Hij trouwde met Judith van Kleef, dochter van graaf Diederik VI van Kleef en Hedwig van Meißen. Zijn kregen een dochter:
- Irmgard (- 1283), hertogin van Limburg, sinds 1274 getrouwd met Reinoud I (- 1326), graaf en vervolgens hertog van Gelre.[2][3]

Weduwnaar geworden, hertrouwt hij in 1278 met Cunegonde van Brandenburg, dochter van markgraaf Otto III van Brandenburg en Beatrice van Bohemen. Uit dit door Siegfried van Westerburg, aartsbisschop van Keulen, voltrokken huwelijk waren er geen kinderen voortgekomen.